# Елмајра (Њујорк)
Елмајра (енгл. Elmira) град је у америчкој савезној држави Њујорк. По попису становништва из 2010. у њему је живело 29.200 становника.

## Демографија
Према попису становништва из 2010. у граду је живело 29.200 становника, што је 1.740 (5,6%) становника мање него 2000. године.
| Група             | 2000.          | 2010.          |
| Белци             | 25.002 (80,8%) | 22.304 (76,4%) |
| Афроамериканци    | 4.039 (13,1%)  | 4.268 (14,6%)  |
| Азијати           | 151 (0,5%)     | 179 (0,6%)     |
| Хиспаноамериканци | 970 (3,1%)     | 1.251 (4,3%)   |
| Укупно            | 30.940         | 29.200         |